# Herrarnas sprint i bancykling vid olympiska sommarspelen 1988
Herrarnas sprint i bancykling vid olympiska sommarspelen 1988 ägde rum den 21 september-24 september 1988 i Seoul, Sydkorea.

## Medaljörer
| Event            | Guld                     | Silver                      | Brons                   |
| Herrarnas sprint | Lutz Heßlich Östtyskland | Nikolay Kovsh Sovjetunionen | Gary Neiwand Australien |

## Resultat

### Kvalificeringsrunda
| Placering | Cyklist            | Land                | Tid    |
| --------- | ------------------ | ------------------- | ------ |
| 1         | Lutz Hesslich      | Östtyskland         | 10.395 |
| 2         | Gary Neiwand       | Australien          | 10.563 |
| 3         | Nikolai Kovche     | Sovjetunionen       | 10.595 |
| 4         | Vratislav Sustr    | Tjeckoslovakien     | 10.704 |
| 5         | Ken Carpenter      | USA                 | 10.792 |
| 6         | Fabrice Colas      | Frankrike           | 10.857 |
| 7         | Frank Weber        | Västtyskland        | 10.919 |
| 8         | Edward Alexander   | Storbritannien      | 10.930 |
| 9         | Jose Manuel Moreno | Spanien             | 10.931 |
| 10        | Erik Schoefs       | Belgien             | 11.032 |
| 11        | Hideki Miwa        | Japan               | 11.063 |
| 12        | Andrea Faccini     | Italien             | 11.073 |
| 13        | Curtis Harnett     | Kanada              | 11.144 |
| 14        | Maxwell Cheesman   | Trinidad och Tobago | 11.171 |
| 15        | Gustavo-A Faris    | Argentina           | 11.187 |
| 16        | Rosman Alwi        | Malaysia            | 11.204 |
| 17        | Um Young-Sup       | Sydkorea            | 11.222 |
| 18        | Mario Pons         | Ecuador             | 11.339 |
| 19        | Lee Fu-Hsiang      | Kinesiska Taipei    | 11.475 |
| 20        | Paul Reneau        | Belize              | 11.732 |
| 21        | Colin Abrams       | Guyana              | 11.815 |
| 22        | Vincent Lynch      | Barbados            | 11.845 |
| 23        | Michele Smith      | Caymanöarna         | 12.055 |
| 24        | Bailon Becerra     | Bolivia             | 12.216 |
| 25        | Ira Fabian         | Antigua och Barbuda | 12.817 |

### Första omgången
| Heat | Placering | Cyklist            | Land                | Tid   | Kvalificering |
| ---- | --------- | ------------------ | ------------------- | ----- | ------------- |
| 1    | 1         | Lutz Hesslich      | Östtyskland         | 11,25 | Q             |
| 1    | 3         | Rosman Alwi        | Malaysia            |       |               |
| 1    | 2         | Um Young-Sup       | Sydkorea            |       |               |
| 2    | 1         | Gary Neiwand       | Australien          | 11,19 | Q             |
| 2    | 3         | Gustavo-A Faris    | Argentina           |       |               |
| 2    | 2         | Mario Pons         | Ecuador             |       |               |
| 3    | 1         | Nikolai Kovche     | Sovjetunionen       | 11,26 | Q             |
| 3    | 3         | Maxwell Cheesman   | Trinidad och Tobago |       |               |
| 3    | 2         | Lee Fu-Hsiang      | Kinesiska Taipei    |       |               |
| 4    | 1         | Vratislav Sustr    | Tjeckoslovakien     | 11,21 | Q             |
| 4    | 2         | Curtis Harnett     | Kanada              |       |               |
| 4    | 3         | Paul Reneau        | Belize              |       |               |
| 5    | 2         | Ken Carpenter      | USA                 |       |               |
| 5    | 1         | Andrea Faccini     | Italien             | 11,74 | Q             |
| 5    | 3         | Colin Abrams       | Guyana              |       |               |
| 6    | 1         | Fabrice Colas      | Frankrike           | 10,77 | Q             |
| 6    | 2         | Hideki Miwa        | Japan               |       |               |
| 6    | 3         | Vincent Lynch      | Barbados            |       |               |
| 7    | 2         | Frank Weber        | Västtyskland        |       |               |
| 7    | 1         | Erik Schoefs       | Belgien             | 11,34 | Q             |
| 7    | 3         | Michele Smith      | Caymanöarna         |       |               |
| 8    | 1         | Edward Alexander   | Storbritannien      | 11,40 | Q             |
| 8    | 2         | Jose Manuel Moreno | Spanien             |       |               |
| 8    | 3         | Bailon Becerra     | Bolivia             |       |               |

### Första uppsamlingen
| Heat | Placering | Cyklist            | Land                | Tid   | Kvalificering |
| ---- | --------- | ------------------ | ------------------- | ----- | ------------- |
| 1    | 3         | Um Young-Sup       | Sydkorea            |       |               |
| 1    | 4         | Jose Manuel Moreno | Spanien             |       |               |
| 1    | 2         | Gustavo-A Faris    | Argentina           |       |               |
| 1    | 1         | Maxwell Cheesman   | Trinidad och Tobago | 12,11 | Q             |
| 2    | 2         | Mario Pons         | Ecuador             |       |               |
| 2    | 1         | Frank Weber        | Västtyskland        | 11,55 | Q             |
| 2    | 3         | Bailon Becerra     | Bolivia             |       |               |
| 2    | 4         | Colin Abrams       | Guyana              |       |               |
| 3    | 2         | Lee Fu-Hsiang      | Kinesiska Taipei    |       |               |
| 3    | 1         | Hideki Miwa        | Japan               | 11,56 | Q             |
| 3    | 3         | Paul Reneau        | Belize              |       |               |
| 3    | 4         | Michele Smith      | Caymanöarna         |       |               |
| 5    | 1         | Curtis Harnett     | Kanada              | 11,26 | Q             |
| 5    | 2         | Ken Carpenter      | USA                 |       |               |
| 5    | 4         | Vincent Lynch      | Barbados            |       |               |
| 5    | 3         | Rosman Alwi        | Malaysia            |       |               |

### Andra omgången
| Heat | Placering | Cyklist          | Land                | Tid   | Kvalificering |
| ---- | --------- | ---------------- | ------------------- | ----- | ------------- |
| 1    | 1         | Lutz Hesslich    | Östtyskland         | 11,04 | Q             |
| 1    | 2         | Edward Alexander | Storbritannien      |       |               |
| 1    | 3         | Hideki Miwa      | Japan               |       |               |
| 2    | 3         | Gary Neiwand     | Australien          |       |               |
| 2    | 1         | Erik Schoefs     | Belgien             | 11,27 | Q             |
| 2    | 2         | Curtis Harnett   | Kanada              |       |               |
| 3    | 1         | Nikolai Kovche   | Sovjetunionen       | 11,10 | Q             |
| 3    | 2         | Fabrice Colas    | Frankrike           |       |               |
| 3    | 3         | Frank Weber      | Västtyskland        |       |               |
| 4    | 1         | Vratislav Sustr  | Tjeckoslovakien     | 11,13 | Q             |
| 4    | 3         | Andrea Faccini   | Italien             |       |               |
| 4    | 2         | Maxwell Cheesman | Trinidad och Tobago |       |               |

### Andra uppsamlingen
| Heat | Placering | Cyklist          | Land                | Tid   | Kvalificering |
| ---- | --------- | ---------------- | ------------------- | ----- | ------------- |
| 1    | 1         | Edward Alexander | Storbritannien      | 11,32 | Q             |
| 1    | 2         | Andrea Faccini   | Italien             |       |               |
| 2    | 2         | Curtis Harnett   | Kanada              |       |               |
| 2    | 1         | Frank Weber      | Västtyskland        | 11,39 | Q             |
| 3    | 2         | Fabrice Colas    | Frankrike           |       |               |
| 3    | 1         | Gary Neiwand     | Australien          | 11,57 | Q             |
| 4    | 1         | Maxwell Cheesman | Trinidad och Tobago | 11,31 | Q             |
| 4    | 2         | Hideki Miwa      | Japan               |       |               |

### Kvartsfinaler
| Heat | Placering | Cyklist          | Land                | Tid 1 | Tid 2 | Tid 3 | Kvalificering |
| ---- | --------- | ---------------- | ------------------- | ----- | ----- | ----- | ------------- |
| 1    | 1         | Lutz Hesslich    | Östtyskland         | 10,60 | 11,50 |       | Q             |
| 1    | 2         | Frank Weber      | Västtyskland        |       |       |       |               |
| 2    | 2         | Erik Schoefs     | Belgien             | 10,96 |       |       |               |
| 2    | 1         | Edward Alexander | Storbritannien      |       | 11,81 | 10,79 | Q             |
| 3    | 1         | Nikolai Kovche   | Sovjetunionen       | 11,77 | 11,05 |       | Q             |
| 3    | 2         | Maxwell Cheesman | Trinidad och Tobago |       |       |       |               |
| 4    | 2         | Vratislav Sustr  | Tjeckoslovakien     |       |       |       |               |
| 4    | 1         | Gary Neiwand     | Australien          | 10,92 | 11,37 |       | Q             |

### Semifinaler
| Heat | Placering | Cyklist          | Land           | Tid 1 | Tid 2 | Tid 3 | Kvalificering |
| ---- | --------- | ---------------- | -------------- | ----- | ----- | ----- | ------------- |
| 1    | 1         | Lutz Hesslich    | Östtyskland    | 11,12 | 10,64 |       | Q             |
| 1    | 2         | Gary Neiwand     | Australien     |       |       |       |               |
| 2    | 2         | Edward Alexander | Storbritannien |       |       |       |               |
| 2    | 1         | Nikolai Kovche   | Sovjetunionen  | 11,09 | 11,90 |       | Q             |

### Finaler
| Heat         | Placering | Cyklist          | Land           | Tid 1 | Tid 2 | Tid 3 |
| ------------ | --------- | ---------------- | -------------- | ----- | ----- | ----- |
| Final        | 1         | Lutz Hesslich    | Östtyskland    | 13,98 | 11,82 |       |
| Final        | 2         | Nikolai Kovche   | Sovjetunionen  |       |       |       |
| Brons- match | 1         | Gary Neiwand     | Australien     | 10,97 | 10,88 |       |
| Brons- match | 2         | Edward Alexander | Storbritannien |       |       |       |